# Microphylidea
Microphylidea is een geslacht van wantsen uit de familie van de Miridae (Blindwantsen). Het geslacht werd voor het eerst wetenschappelijk beschreven door Knight in 1968.

## Soorten
Het genus bevat de volgende soorten:

- Microphylidea pallens Knight, 1968
- Microphylidea prosopidis Knight, 1968